# Trolleybus de Zurich
Les trolleybus de Zurich font partie du réseau de transports en commun de la ville de Zurich, en Suisse. Mis en service en 1939, le réseau compte au total 6 lignes.

## Réseau actuel
Le réseau compte 6 lignes de trolleybus.
| N° | Destination                          |
| -- | ------------------------------------ |
| 31 | Kienastenwies - Hermetschloo         |
| 32 | Holzerhurd - Strassenverkehrsamt     |
| 33 | Triemlispital- Bahnhof Tiefenbrunnen |
| 46 | Bahnhofquai/HB - Rütihof             |
| 72 | Milchbuck - Morgental                |
| 83 | Milchbuck - Bahnhof Altstetten       |

## Matériel roulant
| Image | Numéros   | Nombre | Fabricant        | Équipementier électrique | Modèle         | Type        | Années de construction |
| ----- | --------- | ------ | ---------------- | ------------------------ | -------------- | ----------- | ---------------------- |
|       | 101 à 143 | 43     | Mercedes-Benz    | Groupe ABB               | O405 GTZ       | Articulé    | 1992 - 1993            |
|       | 61 à 92   | 31     | Carrosserie Hess | Vossloh Kiepe            | lighTram       | Bi-articulé | 2007 - 2008/2014-2015  |
|       | 144 à 184 | 40     | Carrosserie Hess | Vossloh Kiepe            | Swisstrolley 3 | Articulé    | 2006 - 2007/2013-2014  |